# Temple de Mut (Gebel Barkal)
El temple de Mut, també anomenat temple B300, és un temple de Gebel Barkal, prop de Karima, a l'Estat Nord del Sudan. El temple, parcialment excavat a la roca (hemispeos), fou construït al costat oest del pinacle del Gebel Barkal, i aquest pinacle assumí per als egipcis la forma d'un Ureu amb corona blanca de l'Alt Egipte. Dedicat a la dea Mut, esposa d'Amon, el temple l'erigí el faraó Taharqa al 680 ae, una època en què governava l'Alt i Baix Egipte.

## Història

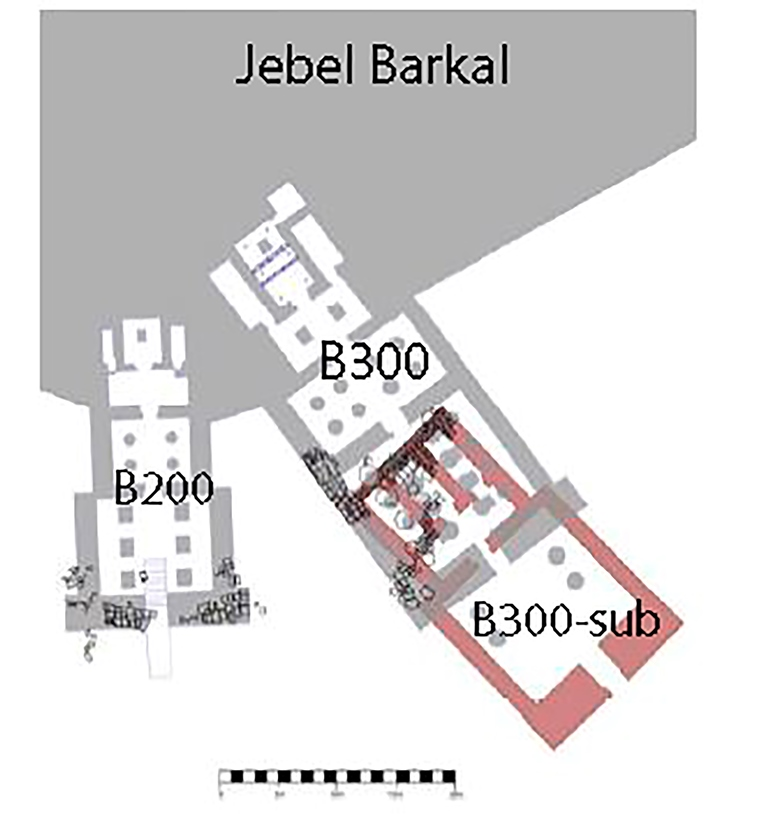
Plànol del temple de Mut

Restaurant una estructura abandonada pels faraons de l'Imperi Nou d'Egipte, la B300-sub, Taharqa construí un temple exterior de maçoneria de pedra tallada amb quiosc, piló, pilars de Bes, columnes amb capitells de la dea Athor amb cap en forma de sistre i cinc cambres pintades a la base rocosa, per honorar la dea Mut, la qual creien els egipcis que habitava amb el déu estat Amon a Gebel Barkal. De l'estructura exterior només sobreviuen dues de les columnes d'Athor, però les cambres excavades a la roca són en bon estat i les restauraren entre 2015 i 2018.

## Descripció de l'speos
Les cambres contenen pintures ben restaurades amb representacions d'Amon, Taharqa i Mut amb cap de lleó o humà. Les pintures s'acompanyen d'inscripcions jeroglífiques, en què Taharqa diu que trobà un “humil” temple construït pels "avantpassats" i el reconstruí "esplèndidament". Les figures estan pintades en caolí ocre i blanc sobre un fons pintat en blau egipci. Al·ludint al mite de l'Ull de Ra, les dees representades al temple de Mut tingueren un paper important tant en el mite de l'origen diví del rei com en les cerimònies de la coronació reial.

## Galeria d'imatges

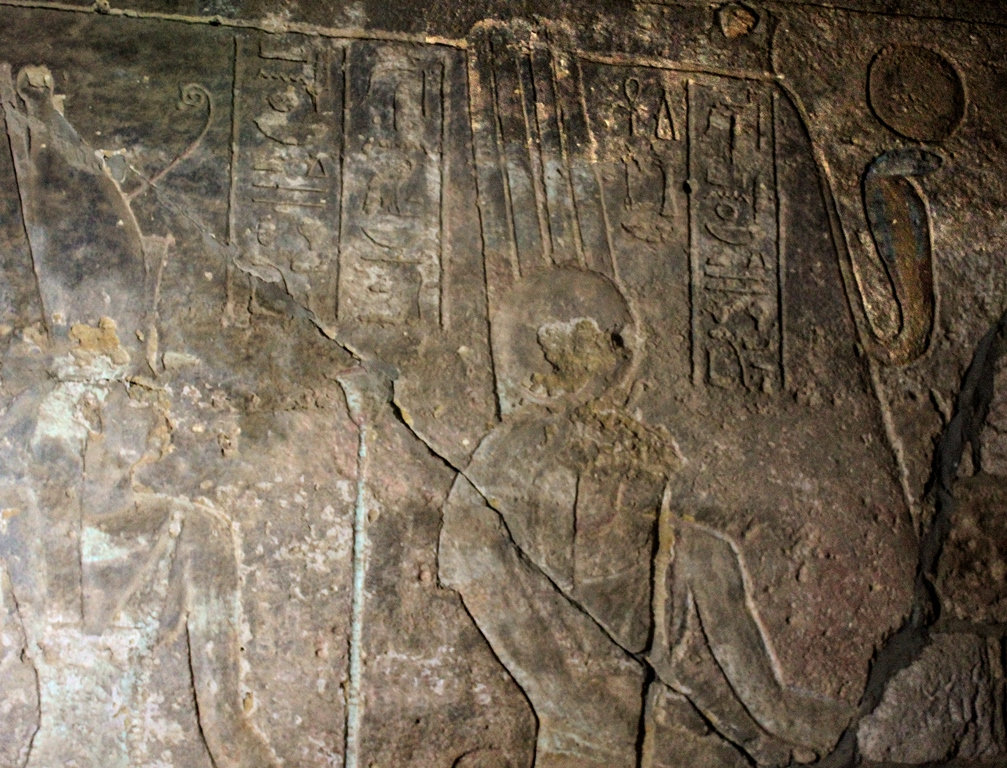
Mut acompanya Amon amb l'ureu coronat amb un disc
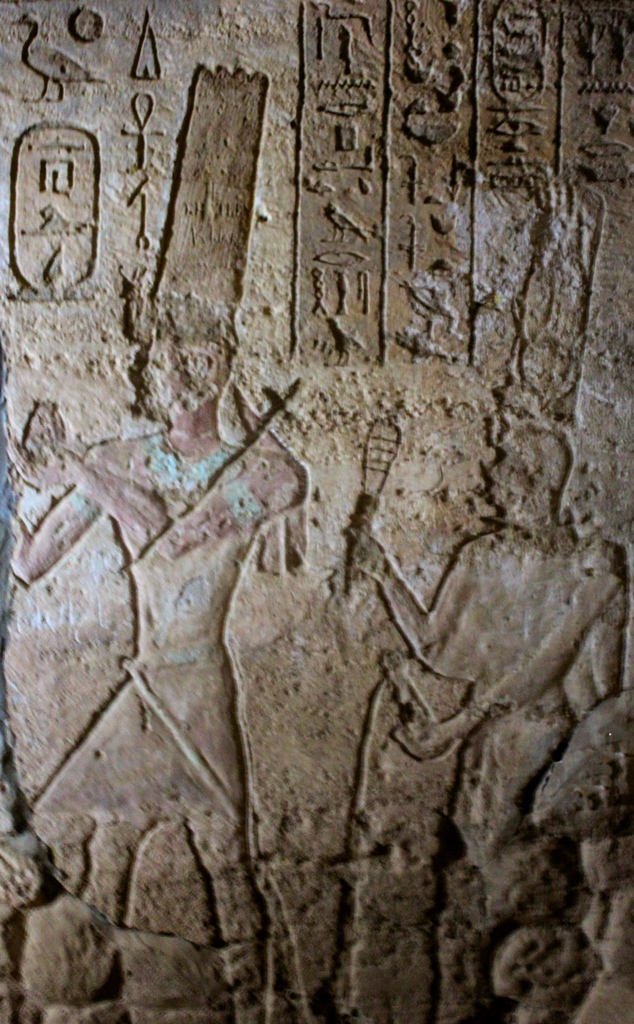
Taharqa, seguit per la reina Takahatenamun, duu un sistre
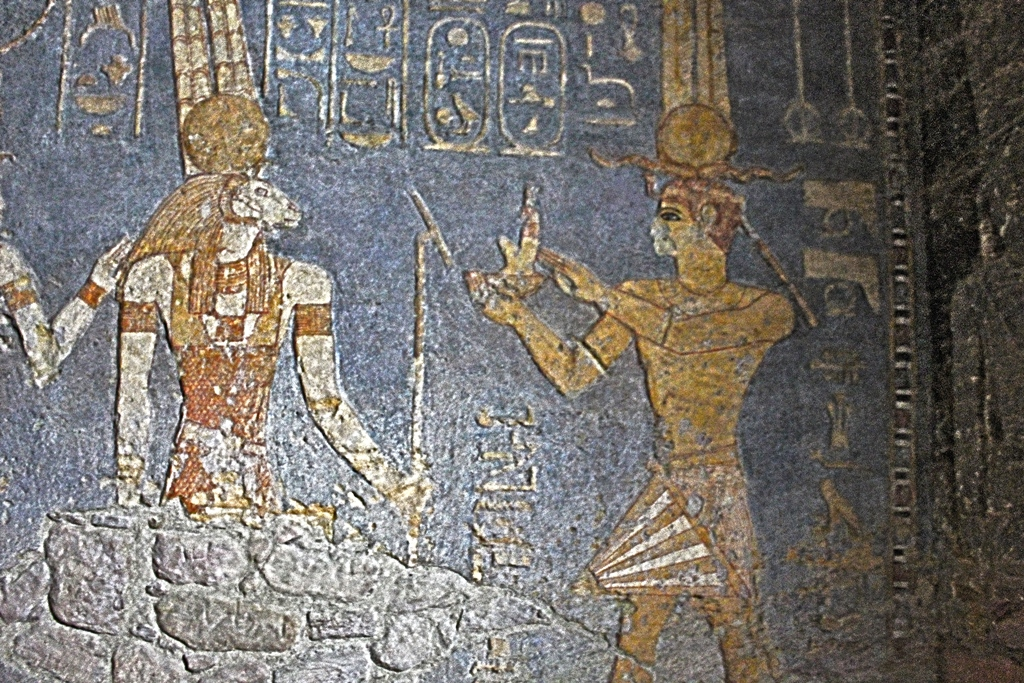
Amon amb cap de lleó, amb Taharqa